# Polyrhachis rossi
Polyrhachis rossi é uma espécie de formiga do gênero Polyrhachis, pertencente à subfamília Formicinae.